# Кассано-Валькувія
Кассано-Валькувія (італ. Cassano Valcuvia) — муніципалітет в Італії, у регіоні Ломбардія, провінція Варезе.
Кассано-Валькувія розташоване на відстані близько 540 км на північний захід від Рима, 65 км на північний захід від Мілана, 14 км на північ від Варезе.
Населення — 666 осіб (2014).
Щорічний фестиваль відбувається 13 серпня. Покровитель — Ippolito.

## Демографія
Населення за роками:

Станом на 1 січня 2023 року в муніципалітеті офіційно проживали 44 іноземці з 13 країн, серед них 5 громадян країн Євросоюзу та 2 громадяни України.

## Сусідні муніципалітети
- Кувельйо
- Дуно
- Феррера-ді-Варезе
- Грантола
- Мезенцана
- Ранчіо-Валькувія